# Хумай

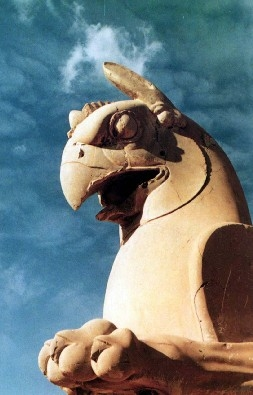
Птах Хумай. Близько 500 до н. е., Персеполь, Іран

Хумай (перс. هما 'huma', murg-i-humay'un-bal — «птах, який передвіщає щастя») — в іранській й арабській мітолоґії, а також в арабізованій мітолоґії народів Середньої Азії — чарівний птах. Одночасно термін «Хума/Хумай» означав вид птахів, що визначаються як птахи-падальники — сипи або грифи.

## Чарівний птах
Згідно з іранськими й арабськими текстам, Хумай представлялася як чарівний птах-фенікс, віщий птах. Вважалося, що він робить царем людину, на яку кидає свою тінь. Ім'я Хомай перською означає «щасливий, найясніший».
У арабізованій мітолоґії Середньої Азії Хумай вважалася птахом щастя, «Хума сонця», «Хума щастя». Існував переказ, що той, хто вб'є Хумай, помре протягом сорока днів.
Відповідно до гіпотези С. М. Абрамзона казковим птахом Хумай генетично пов'язана з образом Умай — давнім жіночим божеством тюркських народів.
В епосах «Урал-Батир» і «Акбузат» Хумай постає як дівчина-лебідь, дочка небожителів — царя птахів Самрау та небесної красуні Сонце.